# Santa Cruz de la Sierra (Spagna)
Santa Cruz de la Sierra è un comune spagnolo di 361 abitanti situato nella comunità autonoma dell'Estremadura.